# Münzverein
Ein Münzverein war ein seit dem 14. Jahrhundert bekannter Zusammenschluss verschiedener Inhaber des Münzrechts (Münzherren) zur Vereinbarung und Kontrolle eines gemeinsamen Münzfußes. Münzvereine konstituierten sich häufig durch einen Münzvertrag. 

## Funktion
Die Entwicklung der ökonomischen Verhältnisse und entsprechender Handelsinteressen machte im Spätmittelalter zunächst im Gebiet von Rhein, Mosel und Main und später im gesamten Heiligen Römischen Reich größere Territorien notwendig, in denen gleiche Münzen akzeptiert wurden. Der für die Wahrung der Handelsinteressen notwendige Landfrieden erforderte neben den Münzvereinen auch die Bildung von Landfriedensbünden. Anfang des 16. Jahrhunderts traten Reichsmünzordnungen und Landfriedenskreise an die Stelle der Münzvereine.

## Beispiele für Münzvereine
- Münzbund zwischen den rheinischen Erzbistümern Trier und Köln sowie Jülich und Luxemburg (1348)
- Wendischer Münzverein (1379)
- Rheinischer Münzverein (gegr. 1386)
- Wendischer Münzverein (1379–1572)
- Münchener Münzkonvention (Münzverein Süddeutscher Staaten, 1837)
- Deutscher Münzverein (1838–1872)
- Schwäbischer Münzbund (gegr. 1423, Riedlinger Vertrag)
- Mainz-Pfälzer-Pfennigverein (gegr. 1424)